# Lý Nam Đế
Lý Nam Đế (chữ Hán: 李南帝; 503 – 548), húy là Lý Bí hoặc Lý Bôn (李賁) (xem mục Tên gọi bên dưới), là vị vua đầu tiên của nhà Tiền Lý và nước Vạn Xuân. Ông là 1 trong 14 anh hùng tiêu biểu của dân tộc Việt Nam. Bên cạnh đó, nhiều nơi ở Việt Nam có đường, trường học mang tên của ông. Tên tuổi của ông cũng được đặt cho nhiều công trình công cộng khác.

## Tên gọi
Trong sử cũ viết bằng Hán văn như Đại Việt sử ký toàn thư và Khâm định Việt sử thông giám cương mục thì tên thật của Lý Nam Đế được ghi lại là 李賁. Trong khi chữ 李 chỉ có âm Hán Việt là "Lý" thì chữ 賁 lại có thể đọc là "Bí" hoặc "Bôn", mà sử cũ viết bằng Hán văn thì lại không chỉ rõ chữ 賁 phải đọc như thế nào nên có người đọc "李賁" là "Lý Bôn", lại có người đọc là "Lý Bí". Xét về nghĩa thì tên Lý Bôn có tính hợp lý hơn vì chữ 賁 âm bôn có nghĩa là dũng cảm, nhanh nhẹn.

## Quê hương
Nhiều sách sử cho biết tổ tiên của Lý Nam Đế là người tỉnh Sơn Tây vào cuối thời Tây Hán thì tránh sang ở Giao Châu để lánh nạn loạn Vương Mãng. Qua bảy đời, đến đời Lý Bí thì dòng họ Lý đã ở Việt Nam được hơn năm thế kỷ. Chính sử Trung Quốc đều coi Lý Bí là "Giao Châu thổ nhân".
Theo sách Văn minh Đại Việt của Nguyễn Duy Hinh căn cứ các thần phả thì Lý Bí không phải là thế hệ thứ bảy mà là thế hệ thứ 11 của họ Lý từ khi sang Việt Nam. Khoảng cách 11 thế hệ trong năm thế kỷ hợp lý hơn là bảy thế hệ trong năm thế kỷ. Theo đó, đời thứ bảy là Lý Hàm lấy bà Ma thị là người Việt, sinh ra Lý Thanh. Lý Thanh phục vụ dưới quyền Thứ sử Giao Châu là Đàn Hòa Chi nhà Lưu Tống thời Nam Bắc Triều (Trung Quốc). Lý Thanh sinh ra Lý Hoa, Lý Hoa sinh ra Lý Cạnh. Lý Cạnh sinh ra Lý Thiên Bảo, Lý Bí và Lý Hùng.
Lịch sử Trung Quốc cho biết: "Năm 436 vua Lưu Tống Văn Đế (424–453) sai thứ sử Giao Châu Đàn Hòa Chi đánh Lâm Ấp." Năm 453 vua Lưu Tống Văn Đế cùng thứ sử Giao Châu Đàn Hòa Chi đánh Lâm Ấp lấy được nhiều của quý lạ thì từ cuối thời Tây Hán là năm 25 Công nguyên đến khi Đàn Hoà Chi đánh Lâm Ấp lần thứ nhất năm 436 là hơn 400 năm. Trong khi đó theo cách tính của Nguyễn Duy Hinh thì Lý Thanh là đời thứ tám, như vậy từ cụ tổ đầu tiên sang Việt Nam cho đến Lý Thanh chưa tới 250 năm, thế thì không thể hợp tác với Đàn Hoà Chi năm 436 được. Từ cụ tổ đầu tiên sang Việt Nam đến vua Lý Bí không phải 11 đời hay 7 đời, mà là 17 đời. Có khả năng con số 7 này sai bởi khâu in ấn từ 17 thành 7, giống như trường hợp Ngô Mây sinh năm 1919 in nhầm thành 1929 (đã được chỉnh lý trên báo QĐND số ra ngày 31 tháng 12 năm 2006) hay nhà Mạc cướp ngôi nhà Lê năm 1527 lại in 1517. Đại Việt sử ký toàn thư thì chép: "Tổ tiên là người Bắc, cuối thời Tây Hán khổ vì việc đánh dẹp mới tránh sang ở đất phương Nam, được bảy đời thì thành người Nam" chứ không nói đến Lý Bí là bảy đời.
Theo thần sắc chép về Lý Thiên Bảo, anh trai Lý Bí là ở xã Dịch Vọng Tiền (Cầu Giấy, Hà Nội) như sau: "Giáp Tăng Phúc xã Dịch Vọng Tiền ngày nay, xưa vốn là trang Thái Bình. Đất ở đây bằng phẳng, sông ở đây trong mát cây cối xanh tươi mà sầm uất, phong tục chất phác mà dày dặn. Trong ấp có ông Lý Thiên Bảo luôn làm việc thiện, ngày đêm thắp hương thờ thượng đế, rộng lòng làm điều phúc, bỏ của tu tạo đền chùa..." 
Về quê hương Lý Bí, các nguồn tài liệu ghi khác nhau. Đại Việt sử ký toàn thư và Lịch triều hiến chương loại chí ghi ông là người Thái Bình, phủ Long Hưng. Theo Khâm định Việt sử thông giám cương mục thì "tên Thái Bình đặt từ thời Đường (618–907), còn Long Hưng đặt từ thời Trần (1225–1400)," như vậy gọi Thái Bình và Long Hưng là gọi theo tên sau này đặt. Các sử gia nhà Nguyễn xác định Long Hưng thuộc Thái Bình và cho rằng quê Lý Bí thuộc Thái Bình. Việt Nam sử lược ghi rằng phủ Long Hưng thuộc tỉnh Sơn Tây (cũ). Các nhà nghiên cứu hiện nay chỉ ra rằng: thời Bắc thuộc, tỉnh Thái Bình hiện nay vẫn là biển. Tên gọi Thái Bình thời Bắc thuộc nằm trong khoảng vùng Sơn Tây (Hà Nội) . Tại khu vực này có nhiều đền thờ Lý Bí và những người gắn bó với ông như Triệu Túc, Phạm Tu, Lý Phật Tử.
Nhân kỷ niệm 1.470 năm (542–2012) ngày cuộc khởi nghĩa Lý Bí bùng nổ, ngày 6 tháng 10 năm 2012 tại Hà Nội, Hội Khoa học Lịch sử Việt Nam và UBND tỉnh Thái Nguyên tổ chức Hội thảo khoa học "Một số vấn đề về Vương triều Tiền Lý và quê hương của vua Lý Nam Đế" đã đưa ra kết luận vua Lý Nam Đế có quê gốc ở thôn Cổ Pháp, xã Tiên Phong, huyện Phổ Yên, tỉnh Thái Nguyên.

## Tuổi thơ của Lý Bí
Lý Bí sinh ngày 12 tháng 9 năm Quý Mùi (17 tháng 10 năm 503). Lý Bí có tài, được Thứ sử Giao Châu là Vũ Lâm hầu Tiêu Tư (蕭諮) nhà Lương mời ra làm chức Giám quân ở Đức châu (huyện Đức Thọ, tỉnh Hà Tĩnh ngày nay). Nhưng do bất bình với các quan lại đô hộ tàn ác, Lý Bí bỏ quan, về quê, chiêu binh mãi mã chống lại chính quyền đô hộ.

## Đánh đuổi quân Lương và Lâm Ấp

### Khởi nghĩa đuổi Tiêu Tư
Được nhiều người hưởng ứng, lực lượng của Lý Bí lớn mạnh. Tù trưởng ở Chu Diên (Đan Phượng, Hà Nội) là Triệu Túc cùng con là Triệu Quang Phục phục tài đức của ông nên đã đem quân nhập với đạo quân của ông. Tinh Thiều, một người giỏi từ chương, từng đến kinh đô nhà Lương xin được chọn làm quan, nhưng chỉ được cho chức "gác cổng thành" nên bỏ về Giao Châu theo Lý Bí. Ngoài ra trong lực lượng của Lý Bí còn có một võ tướng là Phạm Tu đã ngoài 60 tuổi. Thần phả còn ghi nhận thêm các tướng theo giúp Lý Bí là Trịnh Đô, Tam Cô, Lý Công Tuấn hay còn gọi là Đào Công Tuấn.
Lý Bí liên kết với các châu lân cận cùng chống lại Tiêu Tư. Cuối năm 541, Lý Bí chính thức khởi binh chống nhà Lương, khí thế rất mạnh. Theo sách Lương thư của Trung Quốc, Tiêu Tư liệu thế không chống nổi quân Lý Bí, phải sai người mang của cải đến đút lót cho Lý Bí để được tha chạy thoát về Quảng Châu. Quân của Lý Bí đánh chiếm lấy thành Long Biên.
Tuy Tiêu Tư đã bỏ chạy nhưng Lý Bí chỉ mới kiểm soát được vùng Bắc Bộ Việt Nam hiện nay, các châu phía nam vẫn còn trong tay nhà Lương. Tháng 4 năm 542, Lương Vũ Đế sai Thứ sử Việt châu là Trần Hầu, Thứ sử La châu là Ninh Cự, Thứ sử An châu là Úy Trí, Thứ sử Ái châu là Nguyễn Hán cùng hợp binh đánh Lý Bí. Nhưng Lý Bí đã chủ động ra quân đánh trước, phá tan lực lượng quân Lương ở phía nam, làm chủ toàn bộ Giao Châu.

### Đánh lui cuộc phản công của nhà Lương
Đầu thế kỉ VI, nhà Lương đô hộ Giao Châu.
Cuối năm 542, Lương Vũ Đế lại sai thứ sử Giao Châu là Tôn Quýnh, Thứ sử Tân Châu là Lư Tử Hùng sang đàn áp. Tôn Quýnh và Lư Tử Hùng sợ thế mạnh của Lý Bí nên không dám tiến quân, xin khất tới mùa thu năm sau. Thứ sử Quảng Châu là Hoán (theo Trần thư là Tiêu Ánh) không cho, Tiêu Tư cũng thúc giục, nên Quýnh và Hùng buộc phải tiến quân.
Được tin quân Lương lại tiến sang, Lý Bí chủ động mang quân ra bán đảo Hợp Phố đón đánh. Tôn Quýnh và Lư Tử Hùng đi đến Hợp Phố, bị quân Lý Bí đánh bại, mười phần chết đến sáu, bảy phần, quân tan rã.
Chiến thắng này giúp Lý Bí kiểm soát toàn bộ Giao Châu, tức là miền Bắc Bộ và Bắc Trung Bộ Việt Nam cộng thêm quận Hợp Phố (khu vực huyện Hợp Phố thành phố Bắc Hải tỉnh Quảng Tây và bán đảo Lôi Châu tỉnh Quảng Đông, Trung Quốc hiện nay).

### Đánh đuổi Lâm Ấp
Trong khi Lý Bí bận đối phó với nhà Lương ở phía Bắc thì tại phía nam, vua Lâm Ấp có ý nhòm ngó Giao Châu.
Biên giới giữa Giao Châu và Lâm Ấp lúc đó là dãy núi Hoành Sơn. Tháng 5 năm 543, vua Lâm Ấp mang quân xâm chiếm quận Nhật Nam và tiến đến quận Cửu Đức. Lý Nam Đế sai Phạm Tu cầm quân vào nam đánh Lâm Ấp.
Vì sử sách không mô tả rõ diễn biến trận đánh này, chỉ ghi sơ lược: Phạm Tu tiến quân vào Nam đánh tan quân Lâm Ấp ở Cửu Đức khiến vua Lâm Ấp phải bỏ chạy.
Có ý kiến cho rằng người đi đánh Lâm Ấp là Lý Phục Man chứ không phải Phạm Tu và đây là hai vị tướng khác nhau; lại có ý kiến cho rằng chính Phạm Tu là Lý Phục Man, vì có công đánh Lâm Ấp mà được ban họ Lý, đổi tên Phục Man (chinh phục người Man).

## Dựng nước Vạn Xuân
Năm 544, tháng giêng, Lý Bí tự xưng là Nam Việt Đế, lên ngôi, đặt niên hiệu là Thiên Đức (đức trời), lập trăm quan, đặt tên nước là Vạn Xuân thể hiện mong muốn rằng xã tắc truyền đến muôn đời. Ông đóng đô ở vùng cửa sông Tô Lịch (Hà Nội), dựng điện Vạn Thọ làm nơi triều hội, thành lập triều đình với hai ban văn, võ và lấy Triệu Túc làm Thái phó, Tinh Thiều đứng đầu ban văn, Phạm Tu đứng đầu ban võ.
Hiện có một số mâu thuẫn về kinh đô của Lý Nam Đế. Một số nguồn cho rằng Lý Nam Đế đóng đô ở thành Long Biên. Tuy nhiên ngày nay đa số công nhận kinh đô của Lý Nam Đế là một tòa thành được xây ở cửa sông Tô Lịch (thuộc Hà Nội ngày nay). Hiện nay tại xã Hạ Mỗ huyện Đan Phượng (tức huyện Chu Diên xưa) còn dấu tích thành Ô Diên của Hậu Lý Nam Đế.

## Chạy về động Khuất Lão
Năm 545, tháng 5, nhà Lương cho Dương Phiêu (hay Dương Thiệu) làm Thứ sử Giao Châu, Trần Bá Tiên làm tư mã, đem quân xâm lấn, lại sai Thứ sử Định Châu là Tiêu Bột hội với Phiêu ở Giang Tây.
Trần Bá Tiên đem quân đi trước. Khi quân của Bá Tiên đến Giao Châu, Lý Nam Đế đem ba vạn quân ra chống cự, bị thua ở Chu Diên, lại thua ở cửa sông Tô Lịch, tướng Tinh Thiều, Phạm Tu tử trận. Ông chạy về thành Gia Ninh (Phong Châu cũ, ngày nay thuộc xã Thanh Đình, thành phố Việt Trì, tỉnh Phú Thọ). Quân Lương đuổi theo vây đánh.
Tháng Giêng năm 546, Trần Bá Tiên đánh lấy được thành Gia Ninh. Lý Nam Đế chạy vào đất người Lạo ở Tân Xương. Quân Lương đóng ở cửa sông Gia Ninh.
Sau một thời gian tập hợp và củng cố lực lượng. Tháng 8, ông đem hai vạn quân từ trong đất Lạo ra đóng ở hồ Điển Triệt (xã Tứ Yên, huyện Sông Lô, tỉnh Vĩnh Phúc ngày nay), đóng nhiều thuyền đậu chật cả mặt hồ. Quân Lương sợ, cứ đóng lại ở cửa hồ không dám tiến vào. Đêm hôm ấy nước sông lên mạnh, dâng cao bảy thước, tràn đổ vào hồ. Trần Bá Tiên nhân đó đem quân theo dòng nước tiến trước vào. Quân Vạn Xuân không phòng bị, vì thế tan vỡ.
Lý Nam Đế phải lui giữ ở trong động Khuất Lão, ông ủy cho con Thái phó Triệu Túc là Tả tướng Triệu Quang Phục giữ việc nước, điều quân đi đánh Bá Tiên.
Ngày nay, các sử gia trong Hội Khoa học Lịch sử Việt Nam đã thống nhất xác định địa danh động Khuất Lão thuộc địa bàn xã Văn Lương, huyện Tam Nông, tỉnh Phú Thọ.

## Qua đời
Năm 548, ngày 20 (ngày Tân Hợi) tháng 3 (tức ngày 13 tháng 4 dương lịch), Lý Nam Đế ở động Khuất Lão lâu ngày bị nhiễm lam chướng, ốm qua đời. Ông ở ngôi được năm năm (543–548), thọ 46 tuổi. Theo sách Việt Nam văn minh sử cương của Lê Văn Siêu dẫn một số nguồn tài liệu cổ, Lý Nam Đế ở lâu ngày trong động, vì nhiễm lam chướng nên bị mù hai mắt. Vì vậy đời sau đến ngày giỗ thường phải xướng tên các đồ lễ để vua nghe thấy. Lại cũng theo tài liệu này, có thuyết cho rằng không phải Lý Nam Đế ốm chết mà vua bị người Lạo làm phản giết hại. Tướng Lý Phục Man cũng mất theo vua vì nạn này.

## Gia đình
Anh trai: Lý Thiên Bảo
Cháu trai: Hậu Lý Nam Đế

## Bình luận

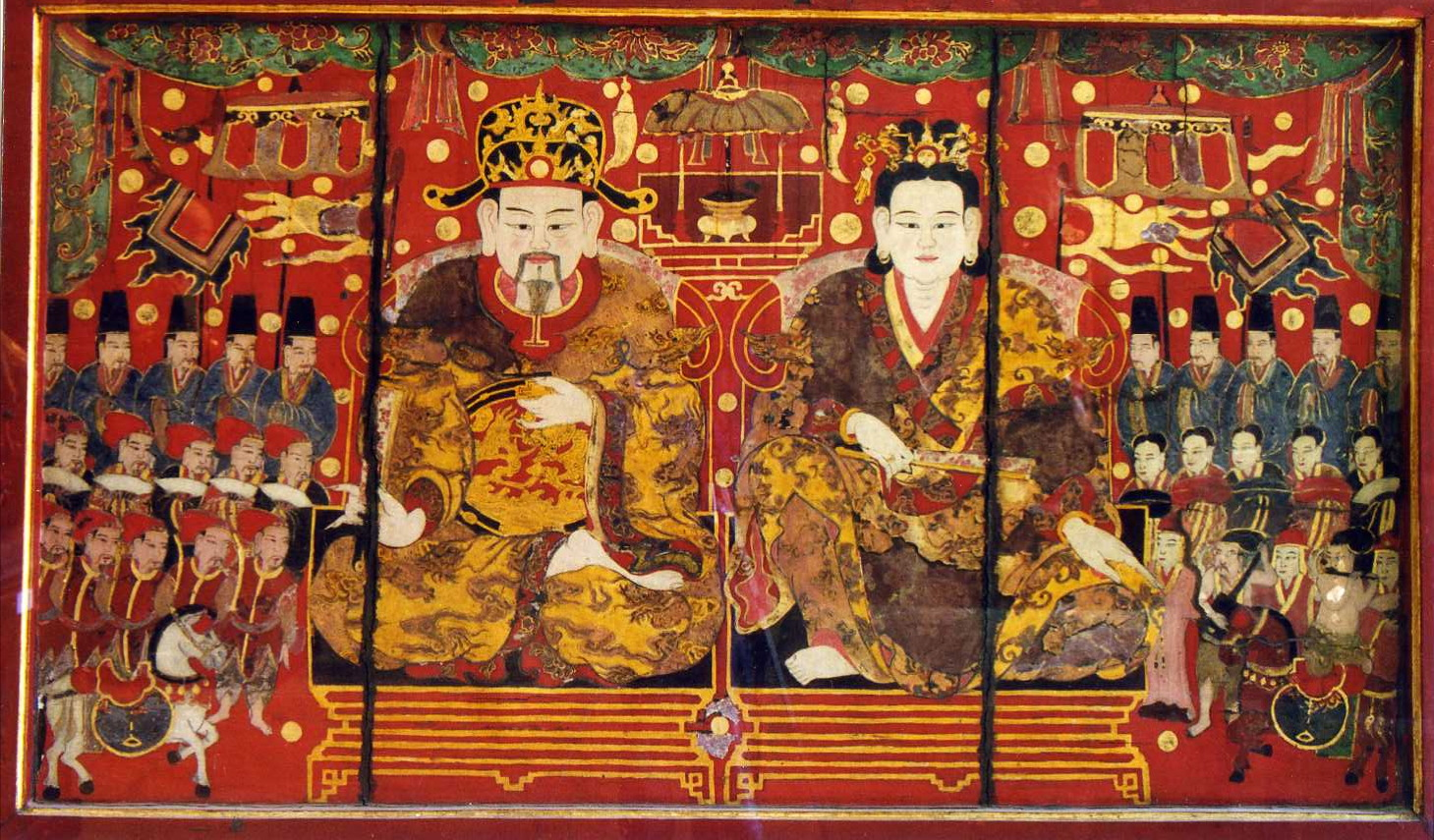
Tranh thế kỷ XVIII vẽ Lý Nam Đế và Hoàng Hậu

Theo sử gia Lê Văn Hưu:
Binh pháp có câu: "Ba vạn quân đều sức, thiên hạ không ai địch nổi". Nay Lý Bí có 5 vạn quân mà không giữ được nước, thế thì Bí kém tài làm tướng chăng? Hay là quân lính mới họp không thể đánh được chăng? Lý Bí cũng là bậc tướng trung tài, ra trận chế ngự quân địch giành phần thắng không phải là không làm được, nhưng bị hai lần thua rồi chết, bởi không may gặp phải Trần Bá Tiên là kẻ giỏi dùng binh vậy.
Theo sử gia Ngô Sĩ Liên:
Tiền Lý Nam Đế dấy binh trừ bạo, đáng là thuận đạo trời, thế mà cuối cùng đến nỗi bại vong, là vì trời chưa muốn cho nước ta được bình trị chăng? Than ôi! Không chỉ vì gặp phải Bá Tiên là kẻ giỏi dùng binh, mà còn gặp lúc nước sông đột ngột dâng lên trợ thế cho giặc, há chẳng phải cũng do trời hay sao?
Khâm định Việt sử thông giám cương mục nhận xét:
Nam Đế nhà Lý dù không địch nổi quân Lương, việc lớn tuy không thành nhưng đã biết nhân thời cơ mà vùng dậy, tự làm chủ nước mình, đủ để tạo thanh thế và mở đường cho nhà Đinh, nhà Lý sau này. Việc làm của Lý Nam Đế há chẳng phải là hay lắm đó sao!